# Боевые действия на Чёрном море в Русско-турецкой войне (1877—1878)
Боевые действия на Чёрном море в Русско-турецкой войне (1877—1878) — военные операции на Чёрном море в ходе Русско-турецкой войны в 1877-78 годах. В условиях слабости русского Черноморского флота после Крымской войны, боевые действия на море носили ограниченный характер.  

## Расстановка сил
Парижский мирный договор, действовавший в 1856—71 годах, запрещал России иметь военный флот на Чёрном море. После денонсации договора в 1871 году русский флот не успел пополниться крупными военными кораблями и сильно уступал турецкому флоту. К началу войны в составе Черноморского флота России имелось всего 2 броненосца береговой обороны (типа «Поповка») и несколько вооруженных пароходов. 
Турецкий флот насчитывал 6 броненосных фрегатов, 7 броненосных корветов, 4 монитора, 5 речных броненосных канонерских лодок и несколько десятков вооруженных пароходов, канонерских лодок и других кораблей, которые могли единовременно принять на борт до 35 тысяч войск. Кроме того, Турция имела военную флотилию на Дунае, состоящую из девяти броненосных кораблей, преимущественно мониторов и корветов, и нескольких десятков небронированных судов.  

## Подготовка России к боевым действиям
Поскольку противоречия России и Турции обострились до крайности ещё в 1876 году, то русское командование имело время для срочной подготовки театра военных действий. Ввиду превосходства турок на море особое внимание обращалось на оборону военно-морских баз. Систему обороны разработал генерал Э. И. Тотлебен, ответственность за её выполнение была возложена на командующего войсками Одесского военного округа генерал-лейтенанта В. С. Семеку и на главного командира Черноморского флота и портов вице-адмирала Н. А. Аркаса.
Были построены или перестроены береговые батареи в Керчи (86 орудий), Севастополе (66 орудий), Балаклаве (8 орудий), Очакове (66 орудий), Одессе (91 орудие). Их усиливали плавучими батареями и боновыми заграждениями, на особо опасных участках дополнительно готовились корабли для затопления на фарватерах. Впервые в России береговые батареи оснащали электрическими прожекторами. Широко использовались минные заграждения перед Керчью, Севастополем (275 мин), Николаевом (300 мин), Одессой (610 мин), Балаклавой (33 мины). Была создана густая линия береговых постов наблюдения и телеграфных станций на побережье (35 станций). Для обороны побережья были выделены два армейских корпуса. Для действий на море ввиду отсутствия военных кораблей спешно вооружались несколько пароходов.

## Боевые действия

### Операции на Дунае
В условиях подавляющего преимущества турецкого флота, главной задачей русского флота стала поддержка сухопутной армии в наступлении. В первую очередь решалась задача переправы русских войск через Дунай. Для обеспечения форсирования Дуная требовалось нейтрализовать турецкую дунайскую флотилию в месте возможных переправ. Эта задача была выполнена установкой на реке минных заграждений, прикрытых береговыми батареями. Также были задействованы переброшенные по железной дороге лёгкие минные катера.
Первые постановки мин на Дунае начались на 5-й день войны и продолжались почти непрерывно до ноября 1877 года. Использовались, как гальванические мины, управляемые с берега, так и автономные гальваноударные мины (мины Герца). Работа с минами на Дунае характеризовалась весьма сложными условиями, определяемыми, прежде всего, близостью противника, который ружейным и картечным огнем пытался помешать этим работам, что вынуждало российских минёров действовать в тёмное время суток.
- 29 апреля (11 мая) русской тяжёлой артиллерией взорван у Браилова башенный турецкий монитор «Лютфи-Джелиль», погибший со всей командой;

- 14 (26) мая минными катерами лейтенантов Шестакова и Дубасова потоплен монитор «Хивзи Рахман».

В начале мая 1877 года противник сосредоточил в Мачинском рукаве у Браилова группу кораблей, которые мешали установке мин и переправе войск в данном районе. Для атаки кораблей неприятеля было выделено четыре катера под командованием лейтенанта Дубасова. В ночь на 14 мая они вышли из Браилова и направились в Мачинский рукав, где в то время стояли на якоре три турецких корабля. Сблизившись с противником на дистанцию в 120 метров, катера построились в две кильватерные колонны, атаковали турецкий однобашенный монитор «Сейфи» и потопили его.
Успех форсирования русской армией Дуная на среднем участке реки при большом количестве броненосных кораблей и вооруженных пароходов был обеспечен умелыми и решительными действиями моряков.
4 июля при взятии турецкой крепости Никополь, были захвачены 2 турецких монитора французской постройки.
В августе-сентябре 1877 года развернулись действия в устье Дуная, где находилась турецкая крепость Сулин, на которую базировалась небольшая эскадра турецких кораблей. 27 сентября на русских минах подорвалась и затонула турецкая канонерская лодка «Сунна».
В результате активных действий минных катеров и береговой артиллерии, а также искусного использования минного оружия противник понес существенные потери. Были потоплены два броненосных корабля, канонерская лодка, несколько вооруженных пароходов и повреждены две канонерские лодки. И главное — русским морякам удалось парализовать действия турецкой военной флотилии на Дунае и таким образом обеспечить наступление русской армии на Балканском театре.

### Действия на Чёрном море
С началом войны турки, воспользовавшись подавляющим превосходством своего флота и почти полным отсутствием обороны Черноморского побережья Кавказа, обстреляли Поти, Очамчиры, Гудауту и Сухуми. Турецкие корабли появлялись у берегов Крыма, а 19 июля 1877 года 10 турецких кораблей появились перед Одессой, но от атаки города отказались и ушли в море. 27 июля три турецких броненосца и пароход обстреливали Евпаторию (выпущено 62 снаряда), но под ответным огнём полевых батарей (зафиксировано 6 попаданий в корабли) прекратили огонь и ушли. 13 августа два турецких броненосца из эскадры адмирала Гобарт-паши (английский вице-адмирал Август Чарльз Хобарт-Хэмпдэн на турецкой службе) под его флагом появились у Севастополя и с весьма большой дистанции безрезультатно обстреливали форт «Великий князь Константин» (на форту ранен 1 человек), после перестрелки корабли ушли в море. 
Созданная русскими моряками противодесантная оборона и система защиты баз и портов на побережье между устьем Дуная и Керчью была настолько эффективной, что турецкий флот даже не попытался их атаковать. Блокада баз и портов, объявленная турками 23 апреля 1877 года, оказалась малоэффективной и была фактически сорвана с переходом сил Черноморского флота к активным действиям на коммуникациях противника.
В конце апреля — первой половине мая 1877 года турки высадили на Кавказском побережье морские десанты и овладели Сухумом. Это был единственный успех, которого добился турецкий броненосный флот на Черном море в войне 1877–1878 гг.
Отсутствие боевых судов русские были принуждены возместить вооружением 15 пароходов «Русского Общества пароходства и торговли», зафрахтованных морским ведомством для несения охранной и разведочной службы.
Главная задача Черноморского флота заключалась в том, чтобы вместе с сухопутными войсками обеспечить оборону портов и побережья от артиллерийских обстрелов и десантов противника. Для этого были выделены два армейских корпуса (7-й и 10-й) и отряд кораблей Черноморского флота под командованием вице-адмирала Н. А. Аркаса, состоящий из двух «поповок» и нескольких устаревших пароходофрегатов.
Активные наступательные действия, хотя и ограниченными силами и средствами — с использованием лишь минного оружия и вооруженных пароходов, — начались в первый же месяц войны.
Боевые действия вооруженных пароходов «Великий князь Константин», «Владимир», «Веста», «Россия», «Ливадия» и других на коммуникациях противника велись в течение всей войны. Несмотря на значительное превосходство противника в силах, пароходы  выходили к прибрежным коммуникациям противника и наносили по ним внезапные удары. Летом 1877 года на морских сообщениях у Анатолийского и Румелийского побережий они уничтожили несколько турецких судов.  
Пароход «Россия» 13 декабря 1877 года у Анатолийского побережья захватил в плен турецкий пароход «Мерсина» с 800 турецкими солдатами и офицерами. 
В декабре 1877 году турки попытались перехватить инициативу и вновь появились у русских берегов. 30 декабря 1877 году броненосцы «Османие» и «Ассари-Тевфик» обстреляли Евпаторию (выпущено 140 снарядов), 1 января 1878 года — Феодосию (132 снаряда), 2 января — Анапу. На этом активные действия турецкого флота в этой войне завершились.
Особо отличился русский минный транспорт «Великий князь Константин» под командованием лейтенанта С. О. Макарова. В июле лейтенант Макаров совершил три рейда в район пролива Босфор, где потопил несколько турецких судов с грузами, а 11 августа 1877 года на рейде Сухуми тремя минами-крылатками его катера тяжело повредили монитор «Ассари Шевкет».
Недостаточно высокая эффективность применения шестовых мин и мин-крылаток побудила Макарова вооружить катера торпедами. Минные катера провели две атаки торпедами. Одна из них 14 января 1878 года закончилась потоплением на Батумском рейде турецкого вооруженного парохода «Интибах». Это была первая в мировой истории успешная боевая торпедная атака.

## Итоги
Несмотря на то, что военно-морской флот в войне с Турцией играл второстепенную роль, а масштабы его боевых действий были сравнительно небольшие, опыт вооруженной борьбы на море оказал существенное влияние на развитие сил и боевых средств флота и некоторых областей военно-морского искусства во второй половине XIX века. Русские берега не подверглись разрушению, турецких десантов высажено не было, тыл русской армии, а в значительной степени и морские сообщения, оставались обеспеченными крайней пассивностью турецкого флота.